# Павлув-Дольни
Павлув-Дольни (пол. Pawłów Dolny) — село в Польщі, у гміні Воля-Кшиштопорська Пйотрковського повіту Лодзинського воєводства.
У 1975-1998 роках село належало до Пйотрковського воєводства.